# Lespesia laniiferae
Lespesia laniiferae är en tvåvingeart som först beskrevs av Herbert John Webber 1930.  Lespesia laniiferae ingår i släktet Lespesia och familjen parasitflugor.
Artens utbredningsområde är Florida. Inga underarter finns listade i Catalogue of Life.